# Батончик гранола
Батончик гранола — це кондитерський виріб у формі батончика, який містить оброблені зерна.

## Загалом
Залежно від сорту також переробляють шоколад, сухофрукти, горіхи, фруктові начинки, молочні вершки або глазур. Батончики граноли виготовляються у твердій, хрусткій або м'якій, податливій консистенції.
Батончики містять спучені, пластівці, смажені або мелені зерна різних типів у різних сумішах. Форма, зв'язність і консистенція визначаються харчовими хімічними і технічними процесами, такими як додавання вуглеводів, жирів або желатину і випікання. Додавання спецій і фруктів дозволяє варіювати смак. Окрім звичайних продуктів, є також органічні мюслі.
Батончики мюслі вважаються більш здоровою альтернативою іншим солодким закускам, не в останню чергу через високий вміст клітковини, хоча деякі продукти мають високий вміст цукру. Зараз є батончики без додавання цукру. Тоді компоненти здебільшого зв'язуються лише з сиропом (наприклад, сиропом мальтиту) і тому містять менше харчової енергії.

## Розповідь

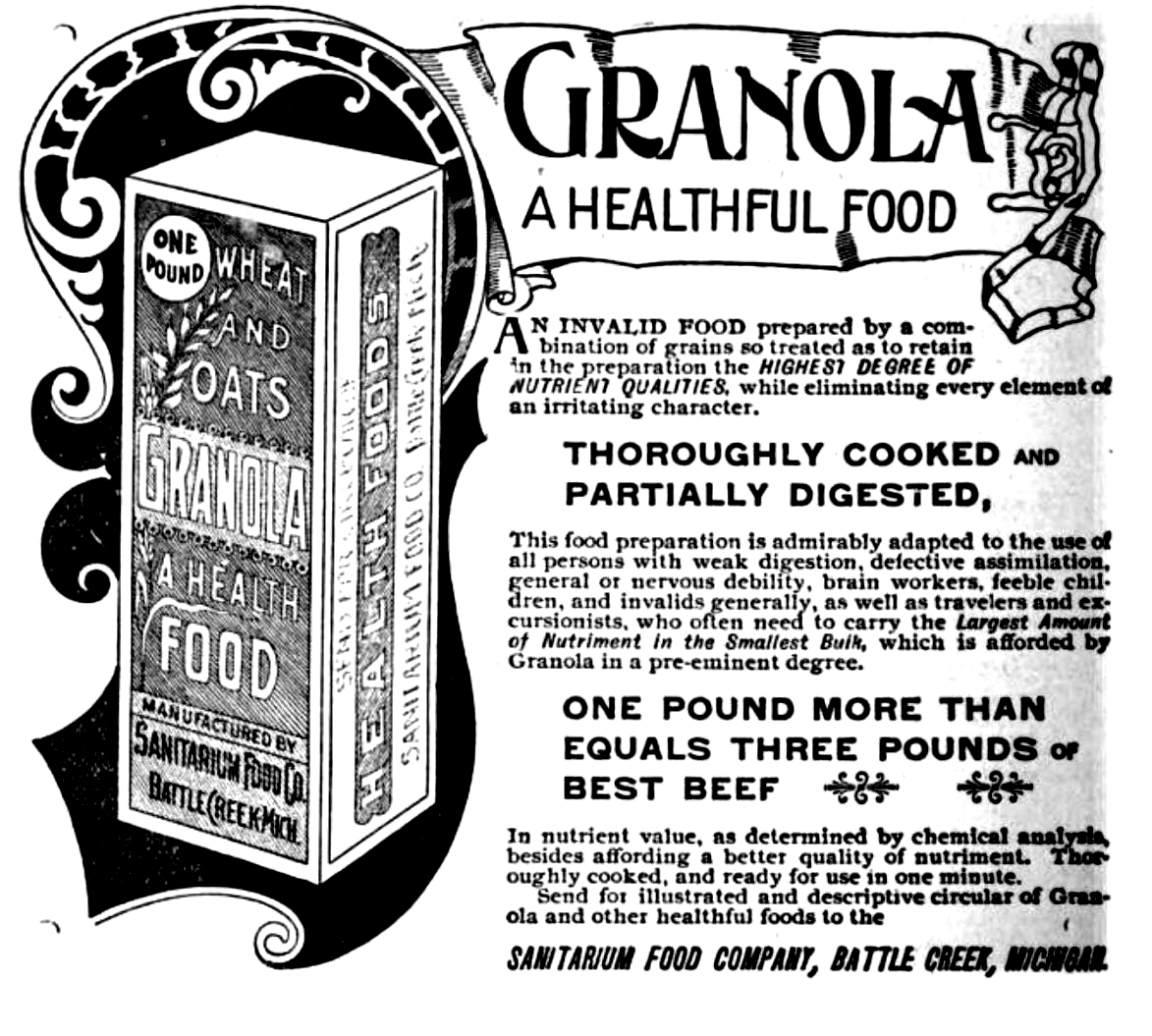
Реклама батончику Kellogg's Granola 1893 року

Хто винайшов мюслі, невідомо. Американський фермер і письменник Геррік Кімбол стверджує, що в 1975 році він надіслав ідею про продаж зернових у формі батончика в журнал винахідників. Потім це було підхоплено харчовою промисловістю без його винагороди за це. Винахід також приписують американському винахіднику Стенлі Мейсону.

## Регіональні відмінності в терміні

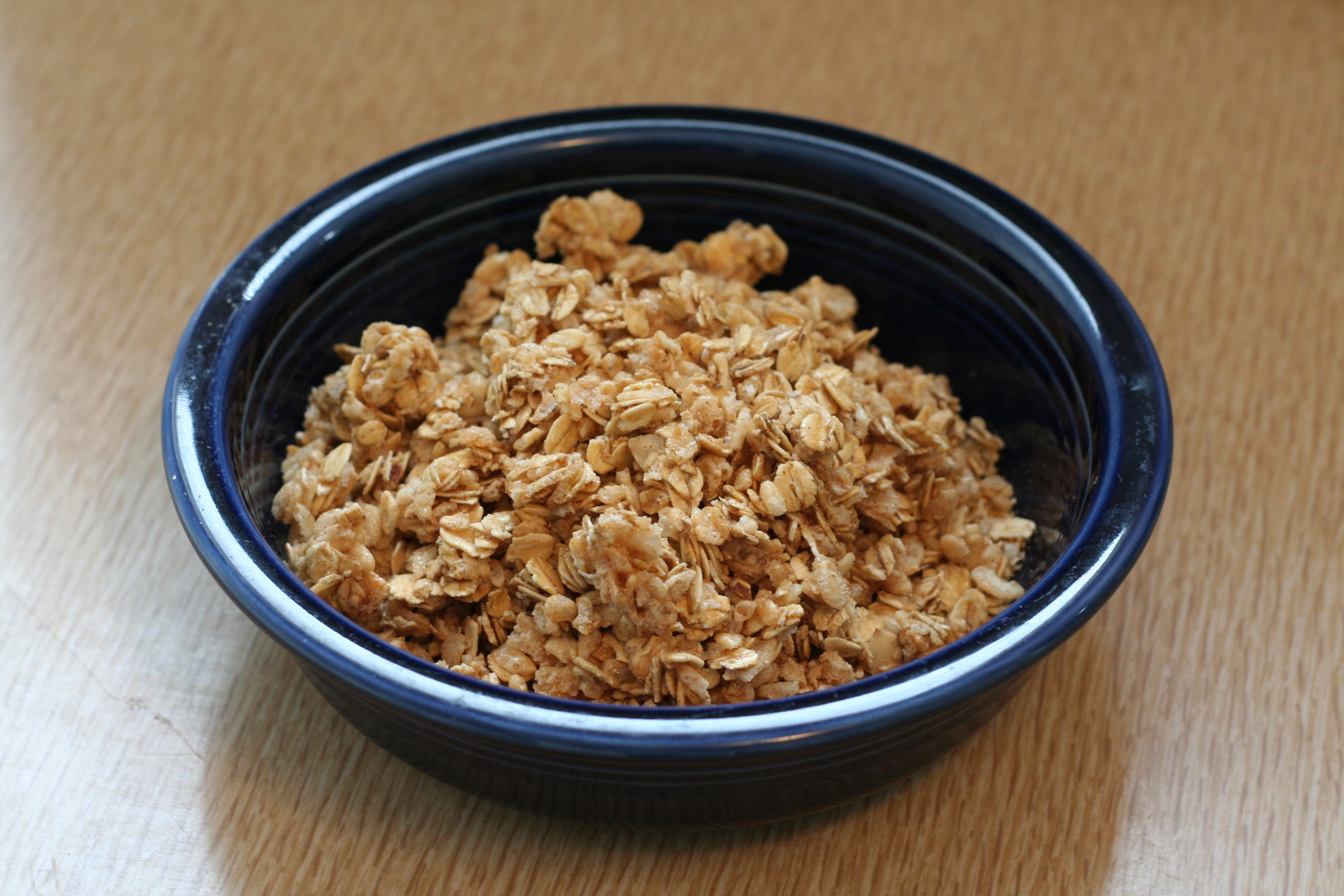
Миска сухої звичайної граноли

У Німеччині термін «мюслі» не регулюється законодавством, тому батончики мюслі не обов'язково повинні складатися переважно з сухих сніданків і злаків, але можуть містити сироп мальтиту як основний інгредієнт. У Швейцарії використовується термін "зерновий батончик, але в розмовній мові зазвичай це «стебло», оскільки «мюслі» тут означає маленьку мишку, на відміну від «мюслі», що означає невелику кашку та розмовно для суміші зернових пластівців доступна.